# Benin i olympiska sommarspelen 2004
Benin i olympiska sommarspelen 2004 bestod av idrottare som blivit uttagna av Benins olympiska kommitté.

## Friidrott
Herrar
Bana, maraton och gång
| Idrottare       | Gren      | Heat     | Heat      | Kvartsfinal      | Kvartsfinal      | Semifinal        | Semifinal        | Final            | Final            |
| Idrottare       | Gren      | Resultat | Placering | Resultat         | Placering        | Resultat         | Placering        | Resultat         | Placering        |
| --------------- | --------- | -------- | --------- | ---------------- | ---------------- | ---------------- | ---------------- | ---------------- | ---------------- |
| Souhalia Alamou | 100 meter | 10,48    | 4         | Gick inte vidare | Gick inte vidare | Gick inte vidare | Gick inte vidare | Gick inte vidare | Gick inte vidare |

Damer
Bana, maraton och gång
| Idrottare       | Gren      | Heat     | Heat      | Kvartsfinal | Kvartsfinal | Semifinal        | Semifinal        | Final            | Final            |
| Idrottare       | Gren      | Resultat | Placering | Resultat    | Placering   | Resultat         | Placering        | Resultat         | Placering        |
| --------------- | --------- | -------- | --------- | ----------- | ----------- | ---------------- | ---------------- | ---------------- | ---------------- |
| Fabienne Feraez | 200 meter | 23,12 NR | 4 Q       | 23,24       | 5           | Gick inte vidare | Gick inte vidare | Gick inte vidare | Gick inte vidare |